# Elytrimitatrix pseudosimplex
Elytrimitatrix pseudosimplex är en skalbaggsart som beskrevs av Santos-silva och Hovore 2008. Elytrimitatrix pseudosimplex ingår i släktet Elytrimitatrix och familjen långhorningar.
Artens utbredningsområde är Belize. Inga underarter finns listade i Catalogue of Life.